# Маргита Радовић
Маргита Радовић (Вранићи, 1895—Чачак, 1959) била је професор и директор Гимназије и управник Архивског средишта у Чачку (данашњи Међуопштински архив у Чачку).

## Биографија
Маргита Радовић је рођена у породици проте Михаила Радовића (1853–1911) у Вранићима код Чачка, а један од њене браће, Угљеша, отац је знаменитог српског песника Душка Радовића. Дипломирала је на Филозофском факултету у Београду, после чега се вратила у Чачак и од 1923. године предавала у Гимназији. Године 1944. постављена је за првог директора Женске гимназије у овом граду и на том положају остала најпре једно лето, а затим од 1948. до 1953. године и одласка у пензију. Упоредо са тим, 24. априла 1948. године именована је за управника Архивског средишта, које је обављала до 1959. године.
Умрла је 1959. године у Чачку.